# Coralie Balmy
Coralie Pauline Zélie Balmy (ur. 8 czerwca 1987 w La Trinité na Martynice) – francuska pływaczka, mistrzyni i wicemistrzyni Europy, dwukrotna mistrzyni Europy (basen 25 m).

## Życiorys
Specjalizuje się w pływaniu stylem dowolnym. Jej największym indywidualnym osiągnięciem jest złoty medal mistrzostw Europy z Debreczyna oraz srebrny medal mistrzostw Europy z Eindhoven (2008) na 400 m kraulem i dwukrotne mistrzostwo Europy na krótkim basenie (2008, 2009) na tym dystansie.
Startowała w igrzyskach olimpijskich w Pekinie (2008), zajmując 4. miejsce na 400 m, 12. na dystansie 800 m oraz 5. miejsce w sztafecie 4 × 200 m stylem dowolnym.
Na mistrzostwach Europy 2008 w Eindhoven zdobyła złoty medal w sztafecie 4 × 200 m kraulem płynąc razem z Laure Manaudou, Mylène Lazare i Aleną Popczanką.
W 2012 r. zdobyła brązowy medal na igrzyskach olimpijskich w Londynie w sztafecie 4 × 200 m stylem dowolnym, razem z Camille Muffat, Ophélie-Cyrielle Étienne i Margaux Farrell.
Jej trenerem jest Franck Esposito. Obecnie jest związana z francuskim pływakiem Alainem Bernardem.

## Odznaczenia
- Odznaczona Narodowym Orderem Zasługi[3]